# World Music Award 2001
I World Music Award 2001 (13ª edizione) si sono tenuti nel Principato di Monaco il 2 maggio 2001.

## Premiati

### Premi 2001
- World's Best Selling Dance Artist: Michael Jackson
- World's Best Selling Dance Group: Vengaboys
- World's Best Selling Female Latin Artist: Christina Aguilera
- World's Best Selling Latin Group: Santana
- World's Best Selling Male Latin Artist: Ricky Martin
- World's Best Selling New Female Pop Artist: Anastacia
- World's Best Selling New Rap Artist: Nelly
- World's Best Selling New Age Artist: Enya
- World's Best Selling Female Pop Artist: Britney Spears
- World's Best Selling Male Pop Artist: Ricky Martin
- World's Best Selling Pop Group: Backstreet Boys
- The World's Best Selling Pop/Rock Group: Beatles
- World's Best Selling Rap Artist: Eminem
- World's Best Selling Rock Group: Santana
- World's Best Selling R&B Male Artist: Sisqó

### Premi speciali
- Diamond Award: Rod Stewart

### Premi regionali
- Best Selling African Artist: Yannick
- Best Selling Arab Artist: Cheb Mami
- Best Selling Japanese Artist: Ayumi Hamasaki
- Best Selling Australian Artist: Zulya Kamalova
- Best Selling Australian Group: Savage Garden
- Best Selling Belgian Artist: Lara Fabian
- Best Selling British Group: The Beatles
- Best Selling Female British Artist: Sonic Youth
- Best Selling Chinese Artist: Elva Hsiao
- Best Selling French Solo Artist: Hélène Ségara
- Best Selling German Artist: Peter Maffay
- Best Selling German Group: Pur
- Best Selling Irish Artist: Enya
- Best Selling Italian Artist: Eros Ramazzotti
- Best Selling Russian Artist: Alsou
- Best Selling Russian Group: Bi-2
- Best Selling Scandinavian Artist: Aqua
- Best Selling Swiss Artist: Gölä